# Tour du Doubs 2011
Il Tour du Doubs 2011, ventiseiesima edizione della corsa e valida come evento dell'UCI Europe Tour 2011 categoria 1.1, si svolse il 4 settembre 2011 su un percorso totale di 194,5 km. Fu vinto dal francese Arthur Vichot che terminò la gara in 4h41'37", alla media di 41,43 km/h.
Al traguardo 60 ciclisti portarono a termine il percorso.

## Ordine d'arrivo (Top 10)
| Pos. | Corridore              | Squadra      | Tempo    |
| ---- | ---------------------- | ------------ | -------- |
| 1    | Arthur Vichot          | FDJ          | 4h41'37" |
| 2    | Romain Hardy           | Bretagne     | a 16"    |
| 3    | Julien Bérard          | AG2R La Mon. | s.t.     |
| 4    | Matthieu Ladagnous     | FDJ          | s.t.     |
| 5    | Anthony Geslin         | FDJ          | s.t.     |
| 6    | John Gadret            | AG2R La Mon. | a 19"    |
| 7    | Christophe Riblon      | AG2R La Mon. | a 26"    |
| 8    | Rémi Cusin             | Cofidis      | a 28"    |
| 9    | Tony Gallopin          | Cofidis      | a 33"    |
| 10   | Jean-Christophe Péraud | AG2R La Mon. | s.t.     |